# Dieter Zlof
Dieter Zlof (* 4. Dezember 1942 in Cilli, CdZ-Gebiet Untersteiermark, deutsches Besatzungsgebiet, heute Slowenien) ist der Entführer des Industriellenerben Richard Oetker.

## Leben
Dieter Zlof kam kurz nach seiner Geburt nach München. Im Jahre 1976 bewohnte er ein Reihenhaus in der Blumenauer Straße 65 im Münchner Stadtteil Pasing.
Er erlernte den Beruf des Betriebswirts und betrieb eine Kfz-Werkstatt in der bayerischen Landeshauptstadt.

## Entführung
Am 14. Dezember 1976 gegen 18:45 Uhr entführte er den fast 26-jährigen Studenten Richard Oetker vom Parkplatz der Universität Weihenstephan und erpresste von dessen Vater Rudolf-August Oetker 21 Mio. Deutsche Mark, die am übernächsten Tag übergeben wurden. Daraufhin ließ Zlof am selben Tag den schwer verletzten Oetker frei. Die Polizei geht davon aus, dass Zlof sein Entführungsopfer in einer Wellblechhütte im Stadtteil Pasing gefangen gehalten hatte, die Zlof ansonsten als Autowerkstatt nutzte. Zlof zwang Richard Oetker, sich in eine sargähnliche Kiste im Laderaum eines VW-Kastenwagens zu legen und sich mit Handschellen selbst zu fesseln. Die Kiste wurde später, als der Wagen nach einem kurzen Zwischenstopp in einer Garage abgestellt wurde (wahrscheinlich in Zlofs Wellblechwerkstatt), an einen Stromkreis angeschlossen. Als der Entführer morgens beim Öffnen der Garagentür das Blechdach des Kastenwagens touchierte, wurde diese Einrichtung ausgelöst, wobei Oetker schwere Nervenschäden und Knochenbrüche erlitt. Trotz mehrerer Behandlungen blieb Oetker deswegen dauerhaft stark gehbehindert.
Die 21 Mio. DM waren zu jener Zeit die höchste Lösegeldforderung in der Geschichte Deutschlands. Ferner führte diese Summe die Polizei in die Irre. Weil die Zahl 21 durch 3 teilbar ist, gingen die Fahnder von einer dreiköpfigen Bande aus, was sich später als Trugschluss herausstellte. Unmittelbar nach der Freilassung des Opfers begann eine umfangreiche Fahndungskampagne der Kriminalpolizei. Erst nach zwei Jahren wurde Zlof als Beschuldigter festgenommen. Er leugnete die Tat, wurde aber in einem aufsehenerregenden Indizienprozess am 9. Juni 1980 zur Höchststrafe von 15 Jahren Haft verurteilt. Nach seiner Haftentlassung am 26. Januar 1994 stellte er sich in den Medien zunächst als Justizopfer dar und gestand seine Täterschaft erst in seiner Biografie, die 1997 veröffentlicht wurde. Diese war von Nicole Amelung, der Ehefrau seines Rechtsanwalts Martin Amelung, verfasst worden.
Vor seiner Verhaftung hatte Zlof vom Lösegeld, dessen Seriennummern registriert waren, nur vereinzelt Scheine verwertet. So tauschte er sechs Tausend-DM-Scheine in Österreich um und versuchte schließlich erfolglos, einen weiteren, dessen Seriennummer irrtümlich falsch veröffentlicht worden war, in München bei seiner Bank einzuzahlen.
Das Lösegeld bestand aus DM-Scheinen der dritten Serie, die in den 1970er Jahren in Umlauf war. Diese Scheine wurden ab 1990 durch neue Geldscheine der vierten Serie ersetzt. Die alten 1000-DM-Scheine wurden vor der Freilassung Dieter Zlofs außer Kurs gesetzt und konnten daher nur noch bei der Bundesbank und den Landeszentralbanken umgetauscht werden.

## Nach der Haftentlassung
Nach seiner Haftentlassung arbeitete Zlof unter falscher Identität (Deckname „Ehrlich“) im Marketingbereich und bezog gleichzeitig Arbeitslosenhilfe.
Das Versteck, in dem die erbeuteten 21 Mio. DM von Januar 1979 bis Ende 1995 vergraben waren, befand sich in einer baumbestandenen Lehmkuhle nahe dem Ayinger Ortsteil Rauchenberg, rund 30 km südöstlich von München. Dabei handelte es sich um ein 85 Zentimeter tiefes, feuchtes Loch, das im Frühjahr 1997 entdeckt wurde.
In der Haft freundete er sich mit Hubertus Becker an, einem erfahrenen Drogenschmuggler, der ihm anbot, das Geld nach der Haftentlassung zu waschen. Bei der gemeinschaftlichen Umsetzung im Jahr 1995 stellte man fest, dass ein guter Teil des Lösegeldes, etwa 6 Millionen D-Mark, durch Feuchtigkeit und Schädlingsbefall unbrauchbar geworden war. Die modernden Papierklumpen wurden dann im Kamin eines Bauernhauses im Hunsrück verbrannt und der Rest in wasserdichten Tupperdosen in einem Keller unter einer Hütte im nahen Lützbachtal gelagert. Mit einer Million D-Mark im Handgepäck startete das Duo im gleichen Jahr den ersten Versuch, in London einen Geldwäscher zu finden. Dies scheiterte und das Geld wurde zu dem übrigen gelegt. Becker wurde kurz darauf verhaftet und gab das Versteck nach einer längeren Verzögerung preis. Als die Ermittler dieses aufsuchten, war es bereits von Zlof leergeräumt.
Im Mai 1997 versuchte Zlof erneut, in London einen größeren Teil des Lösegeldes umzutauschen. Dabei wurde er verhaftet, rund 12,4 Mio. DM des Lösegelds, das er bei sich hatte, konnten von Scotland Yard sichergestellt werden. Aufgrund der anderen Rechtslage in England wurde er wegen versuchter Geldwäsche und vollendeten Betrugs zu einer weiteren Haftstrafe von zwei Jahren verurteilt, von der er ein Jahr verbüßen musste und dann nach Deutschland abgeschoben wurde.
Dieter Zlof betrieb nach der Jahrtausendwende eine Imbissbude in München. Nach der Verurteilung 1980 war er infolge der gerichtlich titulierten Verpflichtung zur Rückzahlung des Lösegelds nebst Zinsen mit rund 40 Millionen DM (= 20.450.000 €) verschuldet.